# 朗読夜
朗読夜（ろうどくや）は、声優の桑島法子が出身である岩手県の代表的な作家である宮沢賢治の詩をライブで朗読する会。2000年頃から不定期に行われている。

## 概要
宮沢賢治の有名な作品から、世間ではあまり知られていない作品もライブでは披露しており、宮沢賢治作品の認知に貢献していると言える。一般的な声優は海外映画やドラマ、アニメーションのアテレコや舞台演劇を中心として活動しているのに対し、桑島の活動は声優のみならず、役者の領域から見ても、かなり特殊な活動であると言える。
最近では、2007年9月に野外劇場でのライブなど、演出などでも凝った内容で企画・運営されている。
2008年は、出身地である岩手県で凱旋講演が行われた。岩手県で行われたため、観光と講演の鑑賞が出来るツアーも企画された。
2011年8月には、宮沢賢治の出身地である花巻市での公演が行われた。当初は3月に予定されており、東日本大震災の影響で中止も懸念されたが、8月までの延期により無事開催された。
- 「桑島法子　朗読夜～春～」  2001-03-25(日)   abc会館 有楽町よみうりホール
- 「桑島法子　朗読夜ROMANTIK」  2001-08-19(日)   藤沢市湘南台文化センター 市民シアター
- 「桑島法子　朗読夜～冬囲～」  2002-02-24(日)    京葉銀行文化プラザ 音楽ホール(旧 ぱ・る・るホール)
- 「桑島法子　朗読夜の旅2002」  2002-08-04(日)    栄町役場 ふれあいプラザさかえ

- 「桑島法子　朗読夜　Planetarium Special」  2002-09-01(日)     東急まちだスターホール(閉館)
- 「桑島法子　朗読夜～たまて箱～」  2002-12-22(日)    所沢市民文化センターミューズ

- 「桑島法子　朗読夜～青嵐～」  2003-04-06(日)     前進座劇場(閉館)

- 「桑島法子　Roudokuya Platinicum ～白金色の朗読夜～ 」  2003-12-14(日)    千葉市文化センター アートホール
- 10th Anniversary　　朗読夜～春～2011・rebirth  2011-08-20(土)     花巻市文化会館
- 桑島法子 朗読夜 「2006新春～Hatsuyume 童話～」  2006-01-02(月)     横浜BLITZ

- 桑島法子　朗読夜　～cobaco.12～　(初日)  2012-12-09(日)  (二日目)  2012-12-11(火)  (最終日)  2012-12-12(水)    ティアラこうとう 小ホール
- 「第84回かすがい芸術劇場」桑島法子 朗読夜～hitorigatari～  2014-10-12(日)     文化フォーラム春日井 視聴覚ホール
- 桑島法子 朗読夜 お年玉公演 ～Ai-iro 童話～  2017-01-08(日)      東京グローブ座
- 桑島法子 朗読夜「風の又三郎」  2018-08-18(土)  桑島法子 武藤良明    国分寺市立いずみホール
- 宮沢賢治生誕１２０年　 桑島法子 朗読夜 「セロ弾きのゴーシュ」  2016-08-20(土)    国分寺市立いずみホール   三重  2016-11-12(土)  桑島法子 勝又隆一  四日市市文化会館 愛知  2016-11-13(日)  桑島法子 勝又隆一  春日井市東部市民センター    2018-01-07(日)  桑島法子 五十嵐あさか    銀座博品館劇場
- ～宮澤賢治没後80年～　  朗読夜 ～nocturne～ 銀河鉄道の夜 2012-01-14(土)     藤沢市湘南台文化センター 市民シアター 埼玉  2013-10-05(土)     飯能市市民会館 小ホール   岩手  2013-09-21(土)     岩手県民会館 中ホール  東京1日目  2014-02-07(金)     東京2日目  2014-02-08(土)   中央区立日本橋公会堂(日本橋劇場) 群馬  2014-04-19(土)     伊勢崎市文化会館   2017-08-19(土)  桑島法子 勝又隆一    国分寺市立いずみホール

大阪公演  2017-11-19(日)  桑島法子 勝又隆一    堺市立栂文化会館